# Trachyrincus aphyodes
Trachyrincus aphyodes es una especie de pez de la familia Macrouridae en el orden de los Gadiformes.

## Hábitat
Es un pez de aguas profundas que vive entre 783-801 m de profundidad.

## Distribución geográfica
Se encuentra al suroeste del Pacífico.